# Bon-Encontre
Bon-Encontre é uma comuna francesa na região administrativa da Nova Aquitânia, no departamento Lot-et-Garonne. Estende-se por uma área de 20,54 km². Em 2010 a comuna tinha 6 328 habitantes (densidade: 308,1 hab./km²).